# Les xiques de Manson

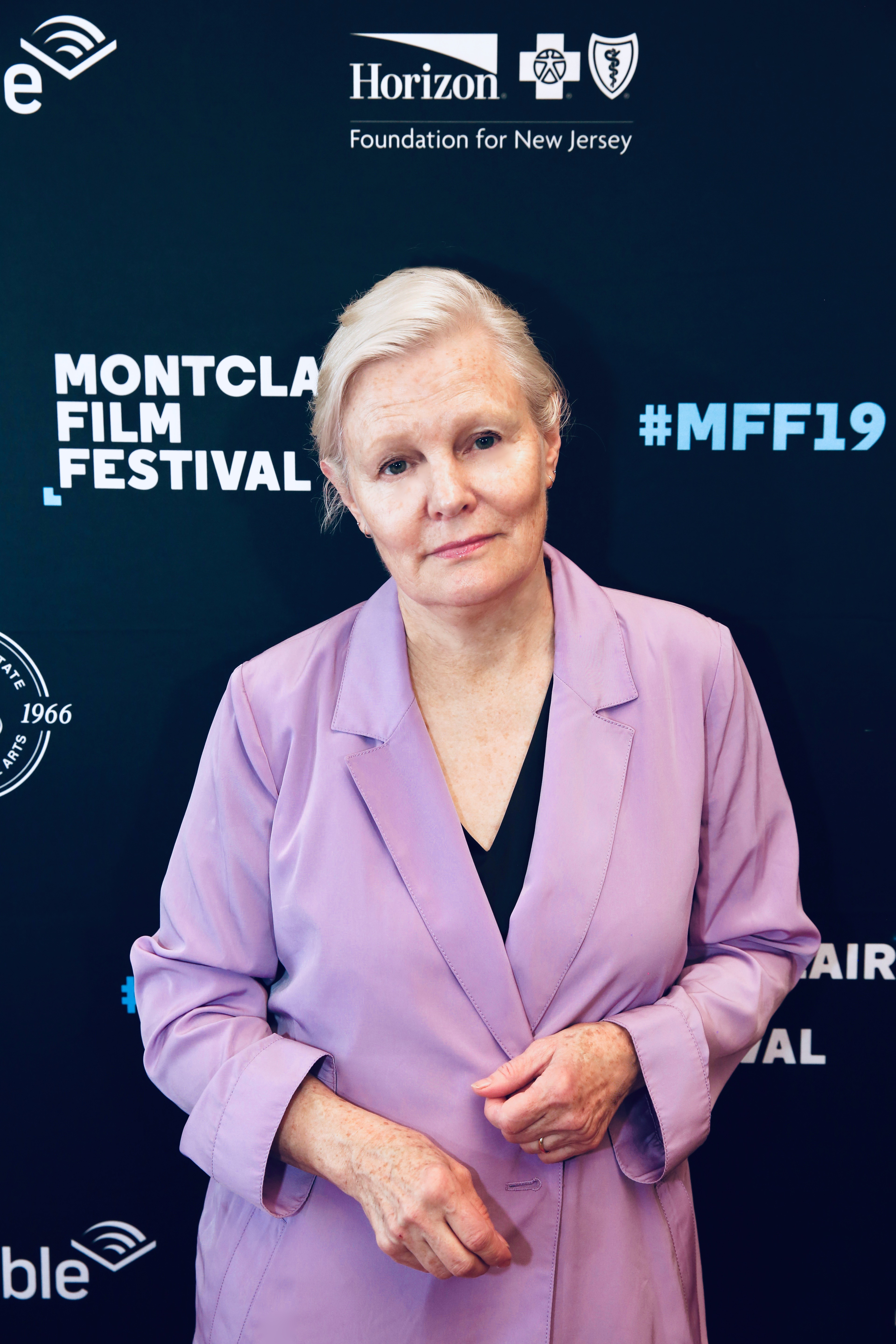
Mary Harron al Festival de Cinema de Montclair.

Les xiques de Manson o Les noies d'en Manson (originalment en anglès, Charlie Says) és una pel·lícula dramàtica biogràfica estatunidenca del 2018 dirigida per Mary Harron i protagonitzada per Hannah Murray com a Leslie Van Houten i Matt Smith com l'assassí Charles Manson. S'ha doblat al català oriental amb el títol de Les noies d'en Manson, i també en valencià per a À Punt, que va emetre-la per primer cop el 21 d'octubre de 2022 amb el nom de Les xiques de Manson.
Es va estrenar al 75è Festival Internacional de Cinema de Venècia el 2 de setembre de 2018 i es va estrenar als cinemes dels Estats Units el 10 de maig de 2019 a càrrec d'IFC Films.

## Repartiment
- Hannah Murray com a Leslie "Lulu" Van Houten
- Matt Smith com a Charles Manson
- Sosie Bacon com a Patricia "Katie" Krenwinkel
- Marianne Rendón com a Susan "Sadie" Atkins
- Merritt Wever com a Karlene Faith
- Suki Waterhouse com a Mary Brunner
- Chace Crawford com a Tex Watson
- Annabeth Gish com a Virginia Carlson
- Kayli Carter com a Lynette "Squeaky" Fromme
- Grace Van Dien com a Sharon Tate
- Bridger Zadina com a Paul Watkins
- Julia Schlaepfer com a Sandra Good
- Dayle McLeod com a Catherine "Gypsy" Share
- India Ennenga com a Linda Kasabian
- Cameron Gellman com a Bobby Beausoleil
- James Trevena Brown com a Dennis Wilson
- Bryan Adrian com a Terry Melcher